# 쑤저우 IFS
쑤저우 IFS(쑤저우국제금융중심, 중국어: 苏州国际金融中心, Suzhou IFS, Suzhou International Financial Square)는 중화인민공화국 쑤저우 시에 위치하고 있다. 중국-싱가포르 쑤저우 공업원구에 콘 페더슨 폭스 어소시에이츠(Kohn Pedersen Fox Associates)가 설계한 초고층 초고층 건물이다. 쑤저우에서 가장 높은 건물이다. 아파트, 호텔, 사무실 등을 갖춘 다목적 건물이다.

## 같이 보기
- 쑤저우 중난 센터
- 중화인민공화국의 마천루 목록